# جووانی اوانجلیستی
جووانی اوانجلیستی (انگلیسی: Giovanni Evangelisti؛ زادهٔ ۱۱ سپتامبر ۱۹۶۱) ورزشکار دو و میدانی اهل ایتالیا است.